# Gouden makreel
Gnathanodon speciosus is een straalvinnige vissensoort uit de familie van de horsmakrelen (Carangidae). De wetenschappelijke naam van de soort is voor het eerst geldig gepubliceerd in 1775 door Forsskål.